# 우남호

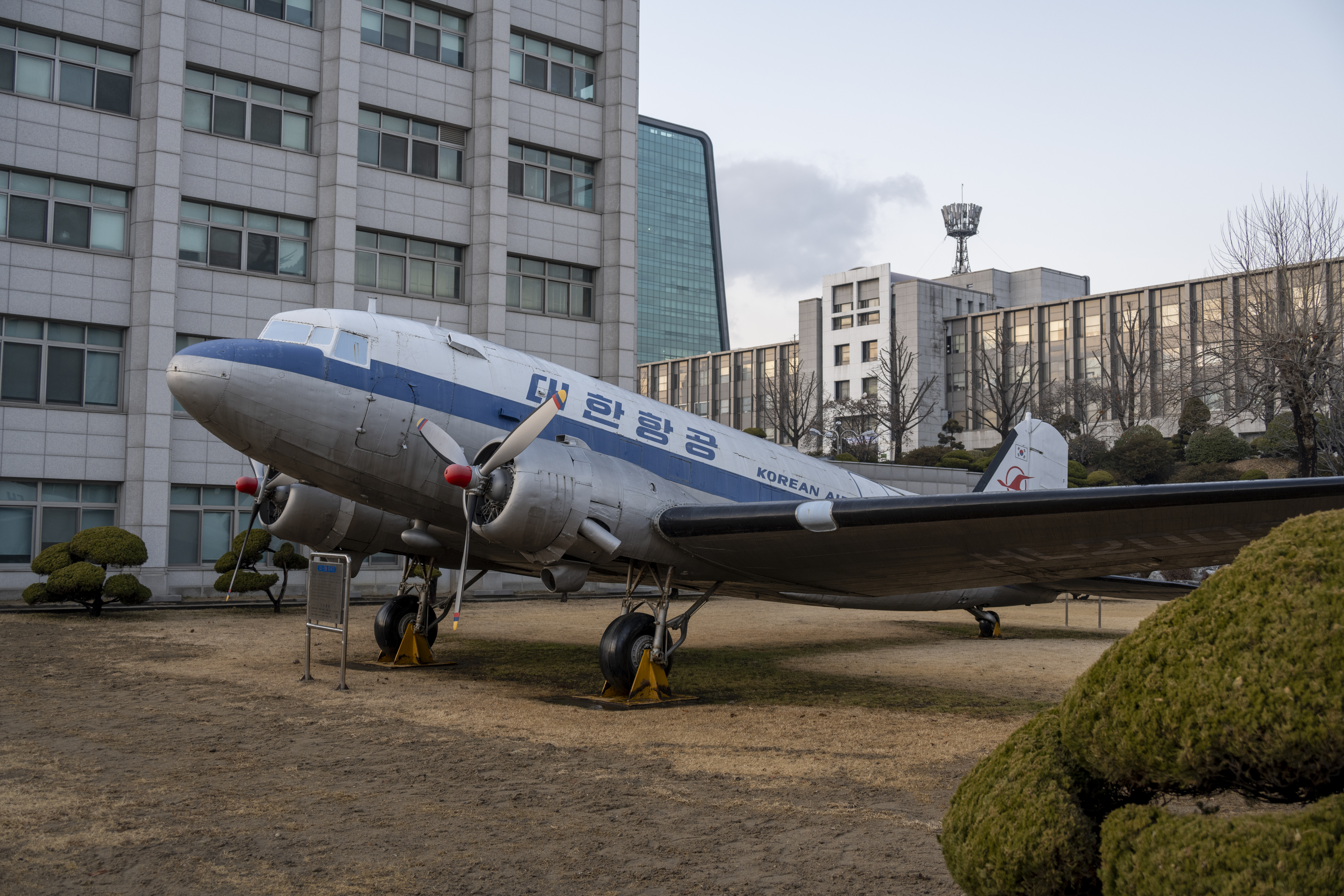
인하대학교 캠퍼스 내부에 전시된 '우남호'

우남호(雩南號, HL2002)는 대한민국 민항공사상 최초로 1955년 10월에 태평양 횡단비행을 한 여객기이다. 1954년에 대한국민항공사(KNA)가 창랑호, 만송호에 이어 3번째로 도입한 여객기이며, 이승만 대통령의 호(號)를 본따 우남호라 명명되었다. 1969년 대한항공(KAL)에 인계되어 1971년까지 총 36,216시간이란 비행기록을 남기고 퇴역하였다. 현재 인하대학교에 기증되어 인하대학교 본관 우측 잔디밭에 전시되어 있다.

## 제원
- 기종: DC-3 (美 맥도넬더글러스社)
- 폭: 28.95m
- 길이: 19.63m
- 높이: 4.95m
- 엔진: P&W 1R-1830 2기
- 엔진출력: 1200HP (895kW) 2,700rpm
- 최대 이륙중량: 11,420kg
- 날개면적: 92m²
- 최대항속거리: 2,420km
- 최대상승고도: 7,010m
- 최대속력: 368km/H
- 좌석수: 30석